# ニヴェルネー

かつてのニヴェルネー公領の位置

ニヴェルネーの紋章

ニヴェルネー（Nivernais）は、フランスのかつての州。現在のニエーヴル県の一部である。
北をオルレアネー、南をブルボネー、西をベリー、東をブルゴーニュと接する。
主要なコミューンは、ヌヴェール、プイィ＝シュル＝ロワール、コーヌ＝クール＝シュル＝ロワール、クラムシー、ヴェズレー、シャトー＝シノン (ヴィル)、ドゥシーズ、ドンジーである。
この土地は、ルイ敬虔王が息子であるアクィタニア王ピピン1世に与え、9世紀以降独自の伯爵領となった。